# 영춘초등학교
영춘초등학교는 대한민국 충청북도 단양군에 있는 개교 110여년의 오랜 역사를 가진 초등학교이다.

## 학교 연혁
- 1906. 06. 01 영춘사립홍명학교로 개교(초대교장 유성진)
- 1910. 04. 01 영춘사립홍명학교 제1회 졸업식(졸업생 14명)
- 1912. 04. 01 영춘공립보통학교 인가 교명 변경
- 1913. 03. 25 영춘공립보통학교로 제1회 졸업식(졸업생 8명)
- 1938. 04. 01 영춘공립심상소학교로 명칭 변경
- 1945. 04. 01 영춘국민학교로 명칭 변경
- 1949. 04. 01 동대분교장 개설
- 1957. 01. 15 동대국민학교 승격 분리(개교 4월 20일)
- 1981. 03. 10 영춘초등학교 병설 유치원 설립
- 1995. 03. 01 의풍초등학교 의풍분교장으로 본교 편입
- 1996. 03. 01 영춘초등학교로 명칭 변경
- 1996. 03. 01 동대초등학교 동대분교장으로 본교 편입
- 2006. 06. 04 개교 100주년 기념식
- 2020. 09. 01 제45대 김남형 교장선생님 부임
- 2021. 12. 31 제109회 졸업식(총 졸업생 5065명)
- 2022. 03. 01 별방초등학교 별방분교장으로 본교 편입
- 2022. 03. 01 10학급[본교: 7학급(특수학급 1개반 포함), 분교: 3학급], 병설유치원 1학급 편성